# بولي ووكر
بولي ووكر هي ممثلة إنجليزية ولدت في 19 مايو 1966.

## روابط خارجية
- بولي ووكر على موقع IMDb (الإنجليزية)
- بولي ووكر على موقع قاعدة بيانات الأفلام العربية
- بولي ووكر على موقع ألو سيني (الفرنسية)
- بولي ووكر على موقع أول موفي (الإنجليزية)
- بولي ووكر على موقع قاعدة بيانات الأفلام السويدية (السويدية)
- بولي ووكر على موقع إن إن دي بي (الإنجليزية)
- بولي ووكر على موقع قاعدة بيانات الفيلم (الإنجليزية)
- بولي ووكر على موقع كينوبويسك (الروسية)